# 尼古拉·奧列修克
尼古拉·尼古拉耶維奇·奧列修克（羅馬化：Mykola Mykolaiovych Oleshchuk；1972年5月25日—），烏克蘭軍事領導人，軍銜中將，自2021年8月9日至2024年8月30日擔任烏克蘭空軍司令。
烏克蘭政治週刊《新聲音》將奧列修克列入最有影響力的25名烏克蘭軍人之一

## 生平
奧列修克於1972年5月25日在沃倫州盧茨克出生。其1994年畢業於日托米爾防空無線電電子學高等學校、2004年畢業於哈爾科夫軍事大學、2010年畢業於烏克蘭伊萬·切爾尼亞霍夫斯基國防大學。
他已婚，育有一女一子。

## 事蹟
奧列修克於1994年在利沃夫州卡姆揚卡-布茲卡的第540防空導彈團S-300導彈無線電技術連作戰控制部服役。直到1998年，他成員該部數位電腦運算負責人。
1998年至2002年，奧列修克擔任裝備副師長、防空導彈師無線電工程連師長，以及防空導彈師師長。而他從哈爾科夫軍事大學畢業後，奧列修克繼續在烏克蘭防空導彈部隊服役。
2004年至2006年，奧列修克擔任武器旅第160防空導彈旅技術部部長兼副旅長。2006年至2009年，奧列修克以中校軍銜擔任該旅旅長。根據2008年的調查，第160旅被公認為烏克蘭武裝部隊最優秀的部隊之一。
2010年至2012年，奧列修克擔任南部空軍司令部副參謀長。2012年至2016年，擔任烏克蘭空軍司令部副參謀長。2016年至2021年8月，奧列修克以上校軍銜擔任新組成的東部空軍司令部第一副司令兼參謀長，後於2019年5月3日晉升為少將。
2021年8月9日，奧列修克獲任命為烏克蘭空軍司令。同年10月14日晉升中將。

### 俄烏戰爭
奧列修克曾多次參與在頓涅茨克州和盧甘斯克州執行烏克蘭東部反恐行動和聯合軍事行動的任務。
在俄羅斯入侵烏克蘭期間，奧列修克有效組織基輔、敖德薩、利沃夫、第聶伯河等地的防空。由於他的決策，成功將戰術和運輸航空部隊的飛機撤離，並防止敵方飛機在空中佔主導地位。
2022年10月10日，在俄羅斯發動的大規模導彈襲擊中，他的部隊與陸軍防空部隊合作，摧毀了1架Su-25攻擊機、45枚不同類型的導彈以及22架見證者-136無人機。2022年10月11日，又摧毀了8架類似的無人機、20枚巡航導彈和三架無人偵察飛行器。
2024年2月7日，俄羅斯方面將尼古拉·奧列修克列入恐怖分子名單中。2024年8月30日，乌克兰总统弗拉基米尔·泽连斯基在国家元首网站上发布一项法令，决定解除奧列修克的乌克兰武装部队空军司令的职务，但没有直接透露做出这一决定的原因，外界認爲是與近日F-16墜毀一事有關。該職位由阿納托利·克里沃諾日科代理。

## 榮譽
烏克蘭總統弗拉基米爾·澤連斯基在2022年4月26日因奧列修克「捍衛烏克蘭國家主權和領土完整中表現出的個人勇氣和無私行動，以及對軍事誓言的忠誠」授予其三級博格丹·赫梅爾尼茨基勳章；在2022年10月14日因奧列修克「在捍衛烏克蘭國家主權和領土完整中表現出的個人勇氣和英雄氣概」授予其烏克蘭英雄稱號。
- 烏克蘭英雄[12]
- 三級博格丹·赫梅爾尼茨基勳章[16]
- 榮譽勳章[17]
- 軍事英勇勳章[17]
- 模範服務徽章[17]
- 加強國防能力獎章[17]